# Infinity Science Fiction
Infinity Science Fiction foi uma revista de ficção científica, editada por Larry T. Shaw e publicado pela Royal Publications. A primeira edição foi lançada em novembro de 1955, com a história "The Star" de Arthur C. Clarke, uma história sobre um planeta destruído por uma nova (expansão de uma estrela) que tornou-se a Estrela de Belém; a história venceu   o Prêmio Hugo daquele ano. A revista também publicou dezenas de autores consagrados no gênero, como Brian Aldiss, Isaac Asimov e Robert Sheckley, porém a qualidade da revista também passou por irregularidades. No ano de 1958, Irwin Stein, dono da Royal Publications optou por encerrar a revista lançando sua última edição em novembro daquele ano - quando a revista completou seu terceiro e último aniversário.
O título foi relançado uma década depois, publicado pela Lancer Books, em uma ousada empreitada editorial. Cinco volumes foram publicados entre 1970 e 1973, editado por Robert Hoskins, uma sexta edição chegou a ser preparada, porém a editora passou a ter problemas financeiros no final do ano de 1973.

## História da publicação
A publicação de revista de ficção científica nos Estados Unidos, aconteceu na década de 1920 com a revista Amazing Stories, uma revista pulp publicada por Hugo Gernsback. O início da separação de ficção científica como produto singular começou a ser traçado nesta década o mercado dessas revistas passou pelo seu primeiro "boom" na década de 1930. Com  o início da Segunda Guerra Mundial, as editoras passavam por uma difícil demanda de papel e com isso uma consequente falta de capital financeiro, o que levou as editores demitirem jornalistas e cancelarem diversos títulos. Porém na década de 1940, o mercado passou por um novo bom momento. De um contexto de oito revistas ativas em 1946, o campo se expandiu para vinte em 1950, e dezenas de outras começaram a ser publicadas na década seguinte. A Infinity Science Fiction foi lançada no meio desse boom editorial.
Em 1954, Irwin e Helen Stein fundaram a editora Royal Publications, e lançaram duas revistas, "Celebrity and Our Life", editada por Larry Shaw. Shaw saiu para editar uma revista automotiva; quando eles começaram a Infinity no ano seguinte, ele voltou para a Royal para se tornar o editor. O primeiro número da Infinity chegou às bancas em setembro de 1955, com data de capa em novembro.  No mesmo ano, Irwin e Helen, também lançaram a revista Suspect Detective Stories, uma revista sobre crimes e suspense, que após cinco edições converteu-se a Science Fiction Adventures.
No fim da década de 1950, Irwin Stein decidiu iniciar mais duas revistas, Monster Parade e Monsters and Things para aproveitar o interesse gerado nas revista de terror e de ficção científica.  A Science Fiction Adventures, que vinha sofrendo com vendas fracas, foi cancelada; a última edição foi datada de junho de 1958, e a última edição da Infinity veio em novembro. Para economizar dinheiro nas duas últimas edições, Stein fez um acordo para adquirir algum material de preço mais baixo e assumiu a seleção de histórias de Shaw.
Em 1961, Irwin e Walter Zacharius fundaram a Lancer Books, e em 1963 Shaw foi contratado pela Lancer para tornar-se editor, onde foi substituído por Robert Hoskins. Hoskins tentou persuadir Stein a reiniciar a Infinity, mas suas projeções financeiras implicavam que seria necessária uma circulação de 50.000 exemplares para ser lucrativa; Stein achou isso improvável para uma revista, mas possível para uma série de antologia em brochura. O primeiro da série, Infinity One, apareceu em janeiro de 1970, e mais quatro apareceram nos três anos seguintes, terminando com Infinity Five em 1973. Um sexto volume foi preparado para publicação, mas Lancer faliu em novembro daquele ano.  O livro foi cancelado e Hoskins devolveu os manuscritos aos autores. 

## Linha editorial e recepção

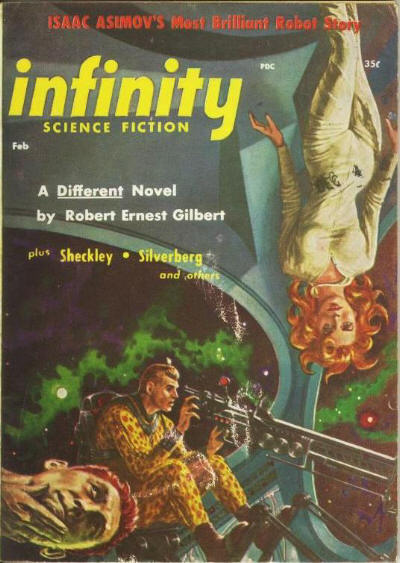
Capa da edição de fevereiro de 1957, por Ed Emshwiller

Shaw conhecia bem o campo da ficção científica e era amigo de muitos escritores estabelecidos,  então ele ocasionalmente conseguia adquirir boas histórias. A primeira edição incluía "The Star", de Arthur C. Clarke, sobre um planeta destruído por uma nova (uma estrela em explosão): a luz da nova foi vista da Terra como a Estrela de Belém. Uma sequência, de Betsy Curtis, apareceu na edição de junho de 1956. "The Star", que ganhou o prêmio Hugo de melhor conto daquele ano, foi originalmente submetido ao The Observer no Reino Unido para um concurso de contos, mas não ganhou nenhum dos prêmios. Ele foi rejeitado por vários editores nos Estados Unidos antes de Shaw comprá-lo; Clarke registrou que o Saturday Evening Post recusou, alegando que era "blasfêmia".
A primeira história de ficção científica de Harlan Ellison, "Glowworm", apareceu na segunda edição,  e Shaw foi capaz de publicar muitos dos primeiros trabalhos de Robert Silverberg. Histórias notáveis incluem "Dio" de Damon Knight e "Who Can Replace a Man?" por Brian Aldiss. Shaw conseguiu obter material de escritores consagrados como Isaac Asimov, Robert Sheckley, Lester del Rey, Algis Budrys e Jack Vance, embora na opinião do historiador de ficção científica, Joseph Marchesani essas histórias, em muitos casos, não estivessem entre seus melhores trabalho.  Shaw não gostou das duas últimas edições, para as quais Stein havia assumido as funções editoriais, e Marchesani comenta que a qualidade dessas edições era "deprimente, para dizer o mínimo".
Knight desenvolveu uma coluna em que desenvolvia resenhas de livros, e uma boa parte do material em sua coleção crítica In Search of Wonder apareceu inicialmente na Infinity; Knight saiu para editar a revista If em 1958, e Silverberg assumiu as resenhas de livros para o últimas três edições. Shaw também incluiu uma coluna intitulada "Fanfarra" como um recurso regular, que reimprimiu material de fanzines de ficção científica. A arte da capa da primeira edição foi fornecida por Robert Engle, mas todas as capas restantes foram pintadas por Ed Emshwiller.
A página de título da primeira antologia, Infinity One, dizia que era "uma revista de ficção especulativa em forma de livro", mas não incluía as seções de não ficção ou colunas de resenhas que apareciam na maioria das revistas, imprimindo nada além de ficção e alguns breves introdutórios material. Infinity One reimprimiu "The Star" de Clarke, mas essa foi a única reimpressão que Hoskins usou na série. O mesmo volume incluía a primeira história de George Zebrowski, "O Escultor de Água da Estação 233". Silverberg e Barry Malzberg contaram histórias em cada um dos cinco volumes, e outros colaboradores incluíram nomes consagrados como Poul Anderson, Gordon R. Dickson e Clifford D. Simak, junto com escritores mais recentes, como Ed Bryant e Dean Koontz.
As avaliações do Infinity por historiadores de ficção científica variam. Mike Ashley descreve a Infinity como "essencialmente uma revista de aventura destinada a um público jovem", e Marchesani chama Shaw de "um editor de escalão médio". Malcolm Edwards considera-o "um dos mais interessantes da enxurrada de novas revistas do gênero no início e meados dos anos 1950". Na opinião de Edwards, tornou-se "uma das principais revistas de ficção científica de seu período". David Kyle a descreve como "excepcional",  e o escritor e crítico Algis Budrys chama a Infinity de "a revista de curta duração, mas imortal de Larry Shaw". Edwards avalia a série de antologia como "competente, mas não excelente".

## Cronologia
A revista foi publicada pela Royal Publications e editada por Larry Shaw em todas as vinte edições. A primeira edição foi datada de novembro de 1955; a programação variava, com um período bimestral de junho de 1956 a junho de 1957, seguido de uma tentativa de manter a programação de seis semanas por mais de um ano. Na época em que foi cancelado em outubro de 1958, Shaw esperava mudar para uma programação mensal.
A numeração do volume era regular, três volumes de seis números cada e um volume final de dois números. Todas as edições foram compostas por 128 páginas e custam 35 centavos.
A série de antologia foi editada por Robert Hoskins e apareceu uma vez a cada ano de 1970 a 1973, exceto em 1972, durante o qual Infinity Three e Infinity Four apareceram. A primeira antologia custava 75 centavos; os quatro restantes custavam 95 centavos.
| Ano                                             | Janeiro | Fevereiro | Março | Abril | Maio | Junho | Julho | Agosto | Setembro | Outubro | Novembro | Dezembro |
| ----------------------------------------------- | ------- | --------- | ----- | ----- | ---- | ----- | ----- | ------ | -------- | ------- | -------- | -------- |
| 1955                                            |         |           |       |       |      |       |       |        |          |         | 1/1      |          |
| 1956                                            |         | 1/2       |       |       |      | 1/3   |       | 1/4    |          | 1/5     |          | 1/6      |
| 1957                                            |         | 2/1       |       | 2/2   |      | 2/3   | 2/4   |        | 2/5      | 2/6     | 3/1      |          |
| 1958                                            | 3/2     |           | 3/3   | 3/4   |      | 3/5   |       | 3/6    |          | 4/1     | 4/2      |          |
| *Todos os números foram editados por Larry Shaw |         |           |       |       |      |       |       |        |          |         |          |          |